# Ère Hōan
L'ère Hōan (保安) est une des ères du Japon (年号, nengō, lit. « nom de l'année ») après l'ère Gen'ei et avant l'ère Tenji. Cette ère couvre la période allant du mois d'avril 1120 au mois d'avril 1124. Les empereurs régnants sont Toba-tennō (鳥羽天皇) et Sutoku-tennō (崇徳天皇).

## Changement d'ère
- 1er février 1120 Hōan gannen (保安元年?) : Le nom de la nouvelle ère est créé pour marquer un événement ou une série d'événements. L'ère précédente se termine là où commence la nouvelle, en Gen'ei 3, le 10e jour du 4e mois de 1120[3].

## Événements de l'ère Hōan
- 1121 (Hōan 2, 5e mois) : Les prêtres du mont Hiei mettent le feu au temple Mii-dera[4].
- 25 février 1123 (Hōan 4, le 28e jour du1re mois) : Durant la 17e année du règne de l'empereur Toba (鳥羽天皇17年), Toba est contraint d'abdiquer par son père, l'empereur retiré Shirakawa. Toba cède son trône en faveur de son fils Akihito, qui deviendra l'empereur Sutoku. Toba n'a que 21 ans lorsqu'il renonce à son titre et il a déjà régné pendant 16 ans : deux durant la nengō Tennin, trois durant la Ten'ei, cinq dans la Eikyū, deux dans la Gen'ei et quatre dans la nengō Hōan. Toba prend alors le titre de Daijō-tennō[5]. La succession (senso) est reçue par son fils[6].
- 1123 (Hōan 4, 2e mois) : L'empereur Sutoku est déclaré avoir accédé au trône (sokui)[7]

| Hōan      | 1er  | 2e   | 3e   | 4e   | 5e   |
| --------- | ---- | ---- | ---- | ---- | ---- |
| Grégorien | 1120 | 1121 | 1122 | 1123 | 1124 |